# Henry Wittenberg
Henry Wittenberg (Jersey City, 18 september 1918 - Somers (New York), 9 maart 2010) was een Amerikaans worstelaar.
Henry Wittenberg werd in 1939 Amerikaans universitair kampioen in het halfzwaargewicht. In 1940 en 1941 en van 1943 tot 1952 won hij het Amerikaans kampioenschap. Hij verloor tussen 1939 en 1952 geen enkele wedstrijd, totdat Wittenberg op de Olympische Spelen 1952 in de finale verloor van de Zweed Wiking Palm. Op de Olympische Spelen van 1948 was hij al olympisch kampioen vrije stijl, halfzwaargewicht. Nadien werd Wittenberg trainer en coachte onder meer het Amerikaans Olympisch worstelteam in 1968.